# 大阪市電森之宮緑橋線
大阪市電森之宮緑橋線（もりのみやみどりばしせん）とは、かつて大阪府大阪市にあった森之宮東之町駅と、同じく大阪府大阪市にあった緑橋駅とを結んでいた大阪市電の期外線で、大阪市電最後の新規路線でもある。
1957年（昭和32年）4月1日に大阪市電の期外線として開業した路線であったが、開業後まもなく捲き起こった「市電廃止論議」に端を発する大阪市電全廃への流れには逆らえず、1964年（昭和39年）9月30日の最終列車を以って廃止され、10月1日に大阪市営バスに転換された。

## 路線データ
- 起点：森之宮東之町駅
- 終点：緑橋駅
- 軌間：1435mm
- 駅数：4駅（1959年（昭和34年）当時）
- 複線区間：全線
- 電化区間：全線（直流600V）

## 歴史
- 1957年（昭和32年）4月1日：大阪市電の期外線として、森ノ宮東之町 - 緑橋間が開業し、全線開業。
- 1964年（昭和39年）9月30日：森之宮東之町 - 緑橋間（全線）の旅客営業を終了。
- 1964年（昭和39年）10月1日：書類上の廃止日。

## 駅一覧
1959年（昭和34年）当時
| 駅名           | 接続路線                       |
| -------------- | ------------------------------ |
| 森之宮東之町駅 | 大阪市電：城南線・玉造森之宮線 |
| 森町駅         |                                |
| 南中浜通駅     |                                |
| 緑橋駅         | 大阪市営トロリーバス：3号線    |